# Bad Tölz
Bad Tölz település Németországban, azon belül Bajorországban fekvő fürdőváros. Lakosainak száma 19 360 fő (2023. december 31.).

## Népesség
A település népessége az elmúlt években az alábbi módon változott:
| Lakosok száma | 1859 | 4000 | 12 000 | 12 986 | 13 798 | 17 613 | 17 946 | 18 475 | 18 802 | 19 360 |
|               | 1800 | 1887 | 1945   | 1970   | 1987   | 2005   | 2012   | 2015   | 2019   | 2023   |

## Fekvése
A B 472-es út mellett, Bad Heilbrunn közelében, az Isar partján fekvő település.

## Története

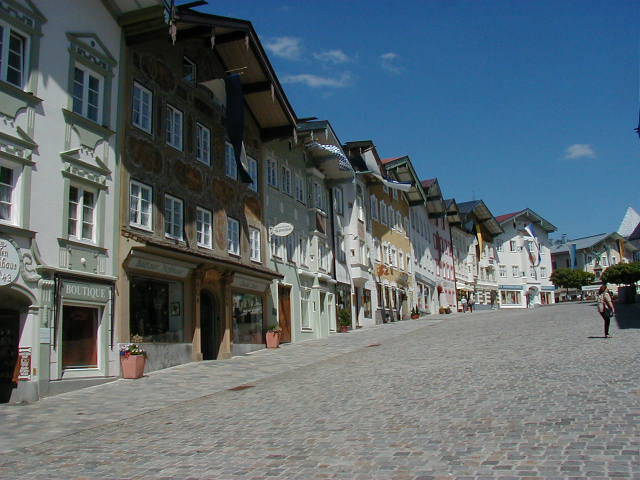
Marktstrasse

Az Isar menti település már a Római korban is a folyó  egyik fontos átkelőhelye volt.
Nevét már 1182-ben említette oklevél Tollenze néven, mint halászok és tutajosok települését. Később, 1331-ben Bajor Lajos  vásárrendezési joggal is felruházta.
A 15. századi krónikák pedig már helybéli asztalosait is megemlítették, akiknek virágdíszes parasztbútorai kelendő árucikkek voltak, és azok is maradtak egészen a 19. századig.
A település 1845-ben kapta mai Bad Tölz nevét, amikor határában egész Németország legerősebb és legtisztább jódos forrásait fedezték fel. 

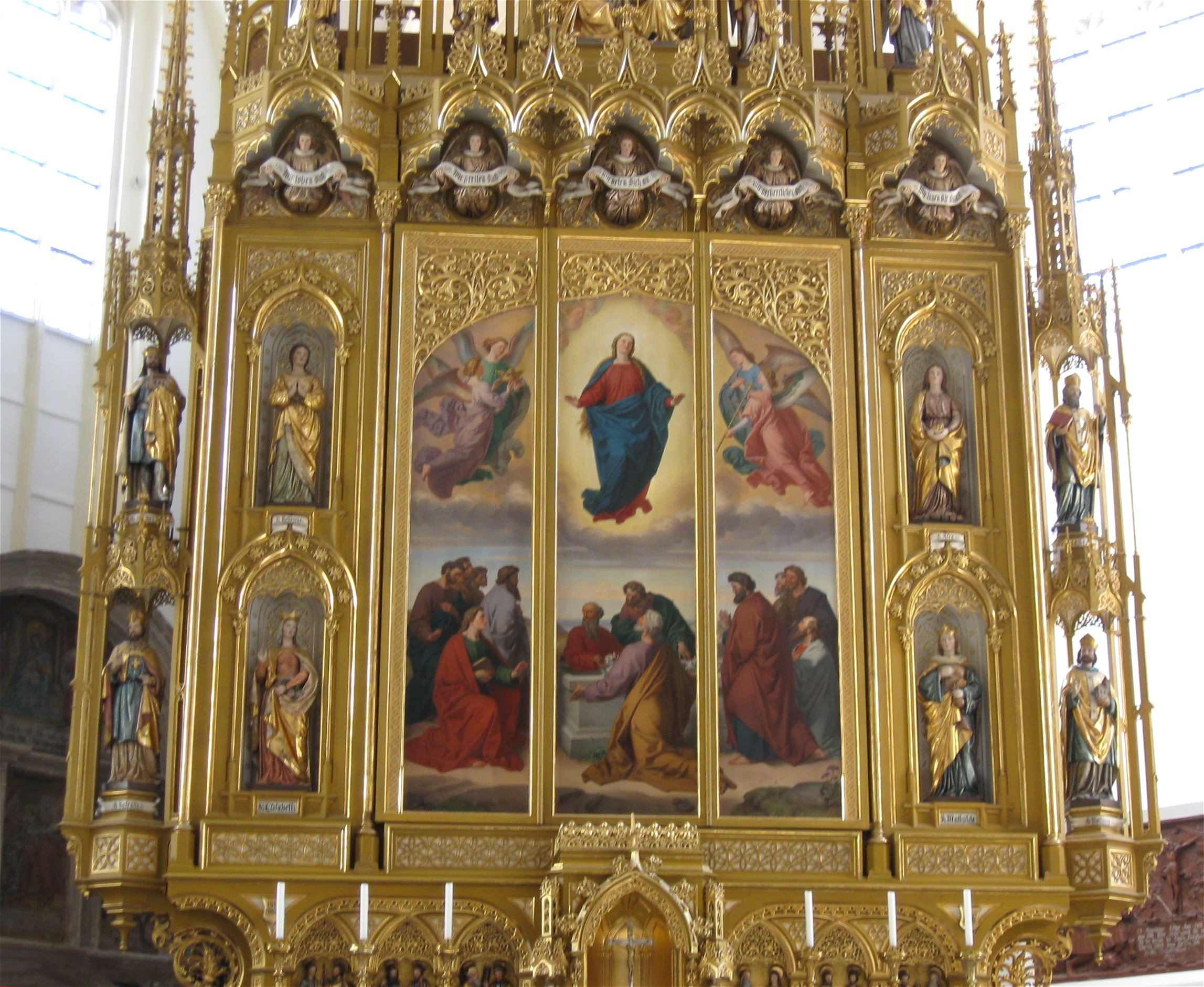
A Mária mennybemenetele templom oltára

## Nevezetességek
- Óváros - Az Isar hídjától keletre húzódik, melyben szebbnél-szebb kétemeletes paraszt-reneszánsz stílusban épült házak húzódnak, melyek változatos kapuzataikkal, ablakkeretezéseikkel és színes falfestésükkel érdekes látványt nyújtanak.
- Városháza (Rathaus) - két régi házból Gabriel von Seidl müncheni építész alakította ki 1903-ban stílusával a környezethez igazítva.
- Mária mennybemenetele plébániatemplom (Pfarrkirche Maria Himmelfahrt) - tornya újgótikus, csak 1877-ben épült. A késő gótikus csarnoktemplomot 1466-1490 között építették, de több ízben, különösen 1612-ben átalakították. Legrégebbi tartozéka a keletre néző oldalhajó 1550 körülről fennmaradt üvegablaka, valamint a Winzererel-kápolna bejárata fölötti ugyancsak 16. századi Szent Sebestyént és Szent Rókust ábrázoló freskók.
- Búcsújáró templom  (Wallfahrtskirche Maria Hilf) - A 17. századi pestisjárványt követően felállított kápolna helyén épült.
- Ferencesek temploma (Franziskanerkirche) - Az Isar hídfőjétől nyugatra. Szentélyében a 16. századból fennmaradt fa dombormű Szűz Mária halálát ábrázolja.
- Kálvária domb - tetejéről az egész város belátható. A dombon levő golgota a 18. század első évtizedeiben jött létre több kisebb kápolnával.
- Blamberg csúcs - az 1428 méter magasságú csúcsra libegő visz fel a városból.